# Placaciura alacris
Placaciura alacris är en tvåvingeart som först beskrevs av Friedrich Hermann Loew 1869.  Placaciura alacris ingår i släktet Placaciura och familjen borrflugor. Inga underarter finns listade i Catalogue of Life.